# 2000 метрів до Андріївки
«2000 метрів до Андріївки» (англ. 2000 Meters to Andriivka) — український документальний фільм, зрежисований Мстиславом Черновим. У січні 2025 року стрічка увійшла до основної конкурсної програми «Світова документалістика» американського кінофестивалю «Санденс», де Мстислав Чернов був нагороджений призом за найкращу режисерську роботу. 
Світові кінокритики сприйняли фільм вкрай високо. В український прокат «2000 метрів до Андріївки» вийде 28 серпня 2025 року.

## Сюжет
Фільм охоплює події українського контрнаступу на Бахмутському напрямку у вересні 2023 року. Мстислав Чернов і фотограф Олександр Бабенко прямують за взводом українських солдатів 3-ї окремої штурмової бригади, які мають подолати укріплений ліс для деокупації села Андріївка. Майже вся навколишня територія замінована, а село фактично зруйноване. Журналісти демонструють життя бійців у окопах і жорстокі битви за важливий контрнаступальний плацдарм…

## Створення
Мстислав Чернов розпочав роботу над фільмом під час кінотеатрального прокату своєї «оскароносної» стрічки «20 днів у Маріуполі». Режисер намагався показати сучасну війну експериментальними, інноваційними засобами, які максимально заглиблять глядача в події. Ідея фільму змінилась після завершення контрнаступальних дій: «Історія успіху цієї операції стала історією втрат, пам'яті, ціни, яку солдати заплатили за кожен клаптик землі. Звідси й назва фільму» — казав Чернов.
Робота над стрічкою на стадії постпродукції велась майже півтора року. Із плином часу гинуло все більше солдат, зафіксованих на плівку. З чотирьох бійців, чиї нашоломні камери фіксували навколишні події, наприкінці створення фільму серед живих залишився один. «Я справді хотів, щоб ці цифри — втрати, кілометри, милі, суха статистика, назви на мапах — мали значення. Ось чому цей фільм існує» — підкреслював Чернов.

## Сприйняття

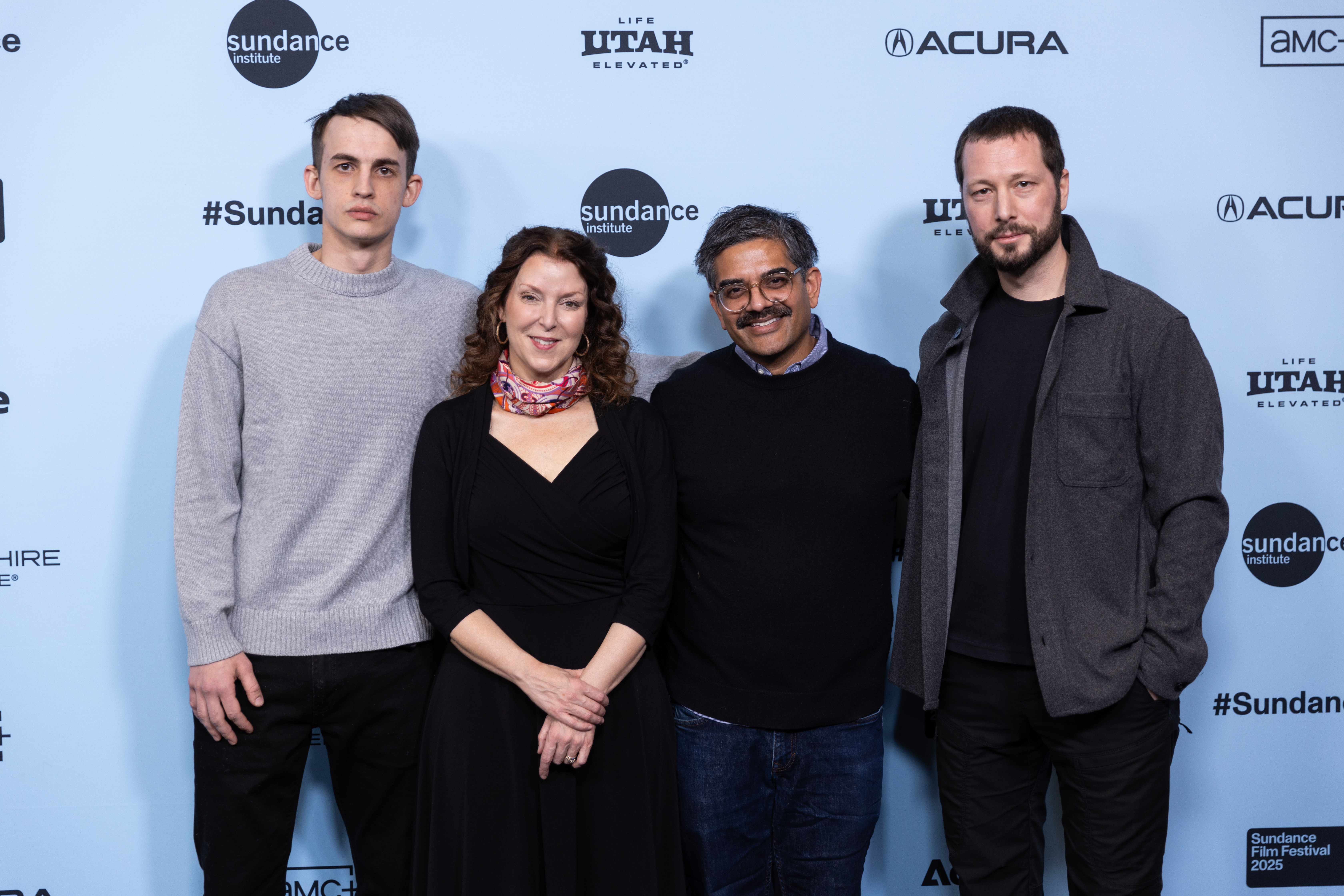
Команда фільму на кінофестивалі «Санденс», січень 2025 року

Після завершення показу фільму на кінофестивалі «Санденс» у січні 2025 року публіка плакала та аплодувала творцям і українським солдатам стоячи. За підсумками фестивалю Мстислав Чернов був нагороджений призом за найкращу режисерську роботу програми «Світова документалістика».
Представники кінопреси сприйняли фільм вкрай високо. Натепер рейтинг «2000 метрів до Андріївки» на Metacritic — 85 %, на Rotten Tomatoes — 95 %. Крістіан Бловелт (IndieWire) писав, що фільм є «одним із найбільш інтуїтивних, емпіричних зображень бойових дій, коли-небудь зафіксованих у документалістиці». «Важливий складник успіху „2000 метрів до Андріївки“ — у форматі, що його вибрав Чернов. Замість номерів на сторінці чи імен на аркуші ми знайомимося з цими людьми, не лише бачачи обличчя військових, а й життя, сповнене потенціалу, який у них вкрали» — Тереза Лексон, Collider.

## Покази та нагороди
30 березня 2025 року на Копенгагенському міжнародному фестивалі документального кіно фільм переміг у категорії F:ACT AWARD — як найкращий документальний фільм у жанрі журналістського розслідування. «Ми присуджуємо нагороду F:ACT фільму „2000 метрів до Андріївки“ не лише тому, що це конфлікт на нашому порозі, але й тому, що це шедевр кіномистецтва: моторошне, багатошарове зображення війни, яке можна порівняти з фільмом „На Західному фронті без змін“» — підсумувало журі фестивалю.
Українська прем'єра відбулася в червні 2025 року на фестивалі документального кіно DocuDays UA в Києві, де фільм отримав головний приз номінації «Docu/Світ» і ще дві відзнаки «Rights Now!» та «Приз глядацьких симпатій».
Фільм увійшов до програми «Горизонти» одного з найпрестижніших європейських кінофорумів – Міжнародного кінофестивалю у Карлових Варах.